# Persone di nome Giorgi
| Questa pagina contiene informazioni ricavate automaticamente dalle voci biografiche con l'ausilio del template Bio e di un bot. L'aggiornamento è periodico e automatico e ricostruisce completamente la pagina. Se manca una persona in questa lista, sei pregato di non aggiungerla, ma accertati piuttosto che la sua voce biografica contenga il template Bio e che i dati anagrafici siano correttamente compilati. Se il template Bio manca, inseriscilo tu stesso o, in alternativa, metti l'avviso {{tmp\|Bio}} che ne segnala la mancanza. Se i dati riportati sono sbagliati, correggi direttamente la voce biografica; le modifiche saranno visibili in questa lista entro pochi giorni. Per chiarimenti vedi il progetto antroponimi. La lista contiene solo le 71 persone che sono citate nell'enciclopedia e per le quali è stato implementato correttamente il template Bio. Pagina aggiornata al 22 lug 2025. |

Questa è una lista di persone presenti nell'enciclopedia che hanno il nome Giorgi, suddivise per attività principale.

## Allenatori di calcio(1)
- Giorgi Tsetsadze, allenatore di calcio georgiano (n. 1974)

## Arbitri di calcio(1)
- Giorgi Kruashvili, arbitro di calcio georgiano (n. 1986)

## Calciatori(50)
- Giorgi Aburjania, calciatore georgiano (Tbilisi, n. 1995)
- Giorgi Antadze, calciatore e allenatore di calcio sovietico (Poti, n. 1920 - Tbilisi, † 1987)
- Giorgi Arabidze, calciatore georgiano (Vani, n. 1998)
- Giorgi Beridze, calciatore georgiano (Mestia, n. 1997)
- Giorgi Chakvetadze, calciatore georgiano (Tbilisi, n. 1999)
- Giorgi Chanturia, ex calciatore georgiano (Tbilisi, n. 1993)
- Giorgi Diak'vnishvili, ex calciatore georgiano (Tbilisi, n. 1987)
- Giorgi Diasamidze, calciatore georgiano (Tbilisi, n. 1992)
- Giorgi Eristavi, ex calciatore georgiano (Samtredia, n. 1994)
- Giorgi Gabedava, calciatore georgiano (Tbilisi, n. 1989)
- Giorgi Gakhokidze, ex calciatore georgiano (Tbilisi, n. 1975)
- Giorgi Ganugrava, ex calciatore georgiano (Tbilisi, n. 1988)
- Giorgi Gavasheli, calciatore sovietico (Gagra, n. 1947 - Urengoj, † 1997)
- Giorgi Gocholeishvili, calciatore georgiano (Kutaisi, n. 2001)
- Giorgi Gorozia, ex calciatore georgiano (Samara, n. 1995)
- Giorgi Guliashvili, calciatore georgiano (Tbilisi, n. 2001)
- Giorgi Guruli, ex calciatore georgiano (Kutaisi, n. 1988)
- Giorgi Gvelesiani, calciatore georgiano (Tbilisi, n. 1991)
- Giorgi Iluridze, ex calciatore georgiano (Tbilisi, n. 1992)
- Giorgi Ivanishvili, ex calciatore georgiano (Tbilisi, n. 1989)
- Giorgi Janelidze, calciatore georgiano (Tbilisi, n. 1989)
- Giorgi K'utsia, calciatore georgiano (Tbilisi, n. 1999)
- Giorgi Kvernadze, calciatore georgiano (Samtredia, n. 2004)
- Giorgi Kantaria, calciatore georgiano (Zugdidi, n. 1997)
- Giorgi Kharaishvili, calciatore georgiano (Marneuli, n. 1996)
- Giorgi Kimadze, calciatore georgiano (n. 1992)
- Giorgi Kinkladze, ex calciatore georgiano (Tbilisi, n. 1973)
- Giorgi Kochorashvili, calciatore georgiano (Tbilisi, n. 1999)
- Giorgi Kokhreidze, calciatore georgiano (Tbilisi, n. 1998)
- Giorgi K'ukhianidze, calciatore georgiano (Kutaisi, n. 1992)
- Giorgi Kvilitaia, calciatore georgiano (Abasha, n. 1993)
- Giorgi Loria, calciatore georgiano (Tbilisi, n. 1986)
- Giorgi Mak'aridze, calciatore georgiano (Tbilisi, n. 1990)
- Giorgi Mamardashvili, calciatore georgiano (Tbilisi, n. 2000)
- Giorgi Mch'edlishvili, calciatore georgiano (Tbilisi, n. 1992)
- Giorgi Megreladze, ex calciatore georgiano (Kutaisi, n. 1978)
- Giorgi Merebashvili, calciatore georgiano (Tbilisi, n. 1986)
- Giorgi Moistsrapishvili, calciatore georgiano (Poti, n. 2001)
- Giorgi Navalovski, ex calciatore georgiano (Tbilisi, n. 1986)
- Giorgi Pantsulaia, calciatore georgiano (Tbilisi, n. 1994)
- Giorgi Papava, calciatore georgiano (Tbilisi, n. 1993)
- Giorgi Papunashvili, calciatore georgiano (Tbilisi, n. 1995)
- Giorgi Popkhadze, ex calciatore georgiano (Tbilisi, n. 1986)
- Giorgi Rekhviashvili, calciatore georgiano (Rustavi, n. 1988)
- Giorgi Shashiashvili, ex calciatore georgiano (n. 1979)
- Giorgi Sich'inava, ex calciatore sovietico (Gagra, n. 1944)
- Giorgi Tekturmanidze, ex calciatore georgiano (Tbilisi, n. 1990)
- Giorgi Ts'it'aishvili, calciatore georgiano (Rishon LeZion, n. 2000)
- Giorgi Zaria, calciatore georgiano (Kutaisi, n. 1997)
- Giorgi Šelija, calciatore russo (Mosca, n. 1988)

## Cestisti(4)
- Giorgi Bezhanishvili, cestista georgiano (Rustavi, n. 1998)
- Giorgi Gamq'relidze, ex cestista georgiano (Tbilisi, n. 1986)
- Giorgi Shermadini, cestista georgiano (Natakhtari, n. 1989)
- Giorgi Tsintsadze, cestista georgiano (Tbilisi, n. 1986)

## Generali(1)
- Giorgi K'vinit'adze, generale georgiano (Daghestan, n. 1874 - Chatou, † 1970)

## Lottatori(1)
- Giorgi Sulava, lottatore georgiano (Kutaisi, n. 1997)

## Militari(1)
- Giorgi Saakadze, militare georgiano (Regno di Cartalia - Aleppo, † 1629)

## Pallanuotisti(1)
- Giorgi Mshvenieradze, ex pallanuotista sovietico (Tbilisi, n. 1960)

## Partigiani(1)
- Giorgi Varazashvili, partigiano e militare georgiano (Jimithi, n. 1914 - Vittorio Veneto, † 1945)

## Pianisti(1)
- Giorgi Latsabidze, pianista e compositore georgiano (Tbilisi, n. 1978)

## Pittori(1)
- Gigo Gabashvili, pittore georgiano (Tbilisi, n. 1862 - Tsikhisdziri, † 1936)

## Poeti(1)
- Giorgi K'ek'elidze, poeta e scrittore georgiano (Ozurgeti, n. 1984)

## Politici(3)
- Giorgi Gakharia, politico georgiano (Tbilisi, n. 1975)
- Giorgi Kvirikashvili, politico georgiano (Tbilisi, n. 1967)
- Giorgi Margvelashvili, politico georgiano (Tbilisi, n. 1969)

## Rugbisti a 15(1)
- Giorgi Melikidze, rugbista a 15 georgiano (Tbilisi, n. 1996)

## Sollevatori(1)
- George Asanidze, ex sollevatore georgiano (Sachkhere, n. 1975)

## Sovrani(1)
- Giorgio V di Georgia, re († 1346)

## Tuffatori(1)
- Giorgi Chogovadze, ex tuffatore sovietico (Tbilisi, n. 1969)